# Chetia brevis
Chetia brevis là một loài cá thuộc họ Cichlidae. Nó được tìm thấy ở Mozambique và Nam Phi.